# بنای یادبود یاکوف باکلانوف
بنای یادبود یاکوف باکلانوف (روسی: Памятник Якову Бакланову Якову Бакланову) یک بنای یادبود برنزی برای ژنرال یاکوف باکلانوف، شرکت‌کننده در جنگ قفقاز، است. این بنا در ابتدا در سن پترزبورگ در گورستان صومعه اسمولنی بالای قبر فرمانده قرار داشت. این بنا با کمک‌های خصوصی ساخته شده است. در سال ۱۹۰۹، در جریان جشن صدمین سالگرد تولد یاکوف باکلانوف، تصمیم گرفته شد که انتقال تدفین به نووچرکاسک ضروری است. استخوان‌ها به همراه بنای یادبود در سال ۱۹۱۱ به نووچرکاسک منتقل شدند. تابوت باکلانوف در زیارتگاهی در زیر کلیسای جامع نووچرکاسک قرار داده شد. ترکیب مجسمه با برخی تنظیمات در پایه، در میدان یرماکا قالب‌گیری شد. این بنای یادبود در جنوب کلیسای جامع نووچرکاسک واقع شده است. مراسم افتتاحیه این بنای یادبود در ۵ اکتبر ۱۹۱۱ برگزار شد.

## تاریخچه

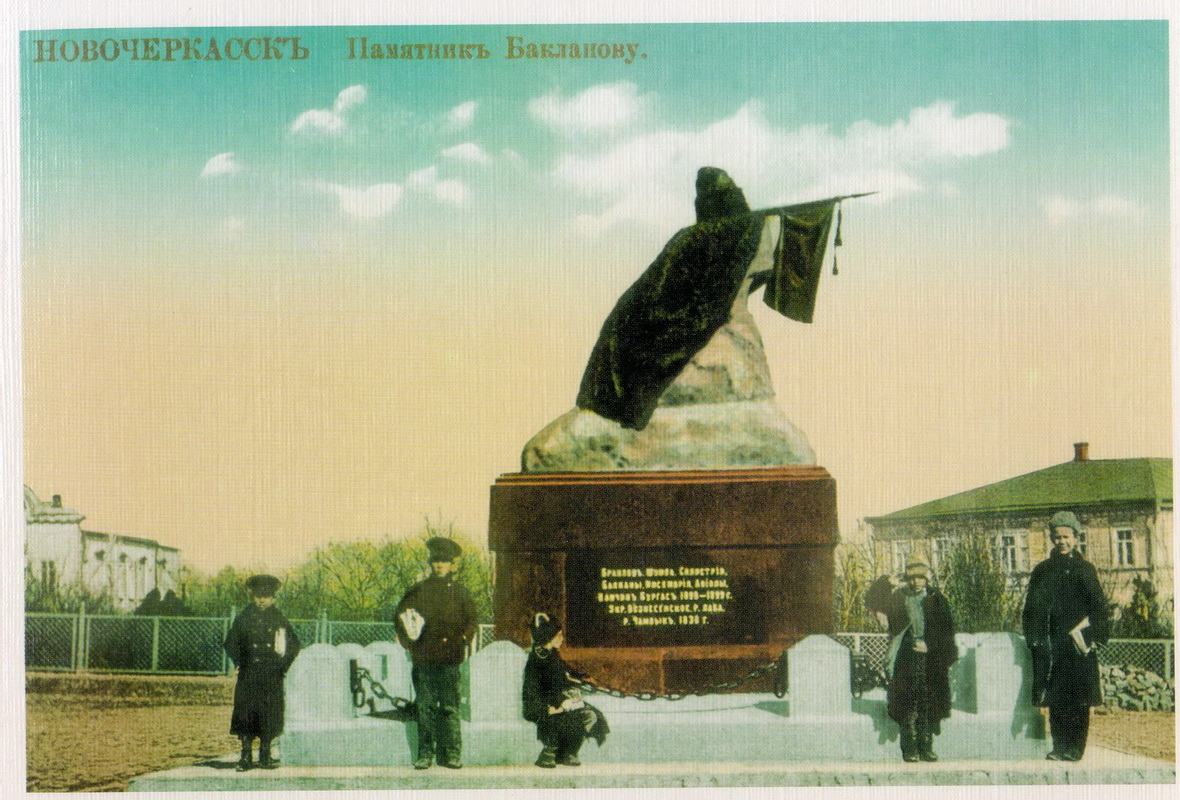
بنای یادبود یاکوف باکلانوف روی کارت پستال قبل از انقلاب

پس از مرگ باکلانوف در سال ۱۸۷۳، آتمان نظامی میخائیل چرتکوف درخواست کرد که یک عملیات ضربتی برای این بنای یادبود آغاز شود. تا آغاز سال ۱۸۷۵، ۲۳۱۴٫۰۲ روبل جمع‌آوری شد. یک مینیاتور از این بنای یادبود توسط ن. ناباکوف طراحی شد. این بنا در خانه اشراف در نووچرکاسک به نمایش گذاشته شد. نسخه‌ای که توسط مجسمه‌ساز دیلیف پیشنهاد شده بود، هیچ‌کس را راضی نکرد. دان سوپریور، استادان برجسته پترزبورگ را برای اجرای طرح تصویب‌شده مأمور کرد. استاد یفیموف تخته‌سنگ یکپارچه گرانیتی را پردازش و طاق دفن را تزئین کرد. ریخته‌گری مجسمه تحت نظارت طراح برنز مشهور فرانسوی، فلیکس شوپن، انجام می‌شد.
توپ‌های آهنی که توسط پیش‌نویس تهیه شده بودند، به دلیل کمبود پول، با گوی‌های گرانیتی جایگزین شدند. در سال ۱۹۱۱، این بنای یادبود به‌طور کامل به نووچرکاسک منتقل شد. روند انتقال با همکاری نهادهای محلی و حمایت مالی محدود انجام گرفت. این یادبود پس از نصب در مکان جدید، به‌عنوان نمادی از مقاومت، افتخار تاریخی و هویت فرهنگی منطقه شناخته شد و در مراسم‌های رسمی و ملی مورد احترام قرار گرفت. عناصر طلاکاری شده و برنزی در دهه ۱۹۳۰ برچیده و به آهن قراضه منتقل شدند. مرمت بنای یادبود تحت رهبری ا. تراسنکو در ۴ ژوئن ۱۹۹۵، سال صد و نود و پنجمین سالگرد نووچرکاسک، به پایان رسید. این پروژه با مشارکت متخصصان مرمت، حمایت شهرداری و همکاری نهادهای فرهنگی انجام شد و جلوه‌ای تازه به بنای تاریخی بخشید.

## توضیحات
این بنای یادبود یک تخته سنگ گرانیتی است که با برقع قزاق و یک پرچم جنگی با آخرین جمله از اعتقادنامه نیقیه پوشیده شده است : «ما رستاخیز مردگان و حیات جهان آینده را انتظار داریم. آمین.» (روسی: Чаю воскресения мёртвых и жизни будущего века. Аминь) روی آن نوشته شده است. ششکای یک ژنرال از زیر برقع قابل مشاهده است. تاج مجسمه با یک پاپاخای برنزی تزئین شده است. مکان‌های افتخار نظامی باکلانوف در شهر در دو طرف پایه حک شده است. یک مدال برنزی با عبارت حک شده: «سپهبد استان دان هوست، یاکوف پتروویچ باکلانوف، متولد ۱۸۰۹، درگذشته ۱۸ اکتبر ۱۸۷۳». این مدال در کنار بنای یادبود نصب شده و با طراحی دقیق و حکاکی برجسته، یادآور جایگاه والای باکلانوف در تاریخ نظامی روسیه است. او یکی از فرماندهان برجستهٔ ارتش امپراتوری بود که در جنگ‌های قفقاز نقش مهمی ایفا کرد و به‌عنوان قهرمان ملی شناخته می‌شود.